# Tom Rothrock (Skirennläufer)
Thomas „Tom“ Rothrock  (* 29. Mai 1978 in Ellensburg, Washington) ist ein ehemaliger US-amerikanischer Skirennläufer.

## Karriere
Rothrock gab sein internationales Renndebüt am 28. November 1994 bei einem FIS-Slalom in Copper Mountain. Bis zum Winter 1999/2000 startete er hauptsächlich bei FIS-Rennen in Nordamerika sowie im Nor-Am Cup. Nachdem er in der Saison 1999/2000 den zweiten Platz in der Slalomwertung sichern konnte, begann Rothrock auch vermehrt in Europa sowie im Weltcup zu starten.
Am 19. November 2000 gab er beim Slalom von Park City sein Weltcupdebüt, wobei er bereits im ersten Durchgang ausschied. Seine ersten Weltcuppunkte gewann Rothrock am 13. Januar 2000 beim Slalom von Wengen. Durch zwei weitere Top 30 Platzierungen bei den Slaloms in Kitzbühel und Schladming konnte sich Rothrock für die Olympischen Winterspiele in Salt Lake City qualifizieren. Dort schied er nach Rang 14 im ersten Durchgang allerdings im zweiten Lauf des Slaloms aus. Zu Ende der Saison wurde er US-amerikanischer Vizemeister im Riesenslalom.
In den darauffolgenden Jahren gelang es Rothrock sich in der erweiterten Weltspitze im Slalom zu etablieren. 2003 nahm er zum ersten Mal an Alpinen Skiweltmeisterschaften teil, wobei er im Slalom den 12. Platz belegte.
Am 13. Dezember 2004 erreichte Rothrock mit einem 6. Platz beim Slalom von Sestriere seine beste Platzierung im Weltcup.
Mit der Saison 2005/06 verlor Rothrock jedoch zunehmend an Konstanz. So konnte er sich nur zweimal unter den besten 30 platzieren und verpasste so die Qualifikation für die Olympische Winterspiele in Turin deutlich. Im darauffolgenden Winter gelang ihm gleich kein eine einzige Platzierung im Slalom. 
Sein letztes internationales Rennen bestritt Rothrock am 17. März 2007 in Panorama, danach beendete er schließlich seine Karriere.

## Erfolge

### Olympische Winterspiele
- Salt Lake City 2002: DNF Slalom

### Weltmeisterschaften
- St. Moritz 2003: 12. Slalom
- Bormio 2005: DNF Slalom

### Weltcup
- 4 Platzierungen unter den besten 10

### Nor-Am Cup
- Saison 1999/2000: 2. Slalomwertung
- Saison 2000/01: 5. Riesenslalomwertung
- Saison 2001/02: 5. Riesenslalomwertung, 6. Slalomwertung
- Saison 2002/03: 1. Slalomwertung
- Saison 2004/05: 3. Riesenslalomwertung
- Saison 2006/07: 8. Slalomwertung
- 17 Podestplätze, davon 4 Siege

| Datum             | Ort          | Land               | Disziplin    |
| ----------------- | ------------ | ------------------ | ------------ |
| 14. März 2003     | Nakiska      | Kanada             | Slalom       |
| 15. März 2003     | Nakiska      | Kanada             | Slalom       |
| 20. November 2003 | Winter Park  | Vereinigte Staaten | Slalom       |
| 7. Dezember 2004  | Beaver Creek | Vereinigte Staaten | Riesenslalom |

### Europacup
- Saison 2000/01: 2. Slalomwertung
- 6 Podestplätze, davon ein Sieg

| Datum            | Ort            | Land    | Disziplin |
| ---------------- | -------------- | ------- | --------- |
| 12. Februar 2001 | Pozza di Fassa | Italien | Slalom    |

### Weitere Erfolge
- 7 Siege bei FIS-Rennen
- US-amerikanischer Vizemeister im Riesenslalom (2002)
- Bronze bei den US-amerikanischen Meisterschaften im Riesenslalom (2004)